# Largulara elegans
Largulara elegans är en insektsart som beskrevs av Freytag 1992. Largulara elegans ingår i släktet Largulara och familjen dvärgstritar. Inga underarter finns listade i Catalogue of Life.